# Santa María Tiltepec
Santa María Tiltepec är en ort i Mexiko.   Den ligger i kommunen Totontepec Villa de Morelos och delstaten Oaxaca, i den sydöstra delen av landet, 400 km sydost om huvudstaden Mexico City. Santa María Tiltepec ligger 1 963 meter över havet och antalet invånare är 591.
Terrängen runt Santa María Tiltepec är bergig åt nordost, men åt sydväst är den kuperad. Terrängen runt Santa María Tiltepec sluttar västerut. Runt Santa María Tiltepec är det ganska glesbefolkat, med 47 invånare per kvadratkilometer. Närmaste större samhälle är San Ildefonso Villa Alta, 13,2 km nordväst om Santa María Tiltepec. I omgivningarna runt Santa María Tiltepec växer i huvudsak städsegrön lövskog.